# وزارة الأمن الغذائي القومي والبحوث
وزارة الأمن الغذائي القومي والبحوث أو وزارة الزراعة (بالأردوية: وزارتِ برائے قومی تحقیق و حفظانِ تغذیہ ، پاکستان)‏ هي إدارة وزارية على مستوى مجلس الوزراء في حكومة باكستان، وهي مسؤولة عن تنفيذ وإنفاذ وتطوير السياسات المتعلقة بالزراعة والأرز والثروة الحيوانية وصيد الأسماك والزراعة. يرأس الوزارة وزير الأمن الغذائي والبحوث، الذي يجب أن يكون عضوًا في البرلمان الباكستاني. وفقًا لبرنامج الغذاء العالمي، يواجه 36.9٪ من السكان من الخطر الغذائي. ويرجع ذلك إلى محدودية الوصول الاقتصادي لأشد فئات السكان فقرا وضعفا - ولا سيما النساء - إلى نظام غذائي ملائم ومتنوع.

## الأقسام

### معهد السياسات الزراعية
تأسست هيئة أسعار الزراعة في عام 1981 وأعيد تشكيلها لتصبح معهد السياسة الزراعية (API) في عام 2006 كإدارة ملحقة بالوزارة.

### قسم اعتماد وتسجيل البذور الاتحادية
يوفر شهادة البذور وغطاء مراقبة الجودة لمختلف المحاصيل والفحص الميداني لمحاصيل الأصناف المسجلة والأصناف الصادرة.

### قسم الحجر الحيواني
ينظم استيراد وتصدير وحجر الحيوانات والمنتجات الحيوانية، من أجل منع دخول أو انتشار الأمراض الغريبة والحفاظ على خدمات الحجر الصحي ذات المعايير العالية، لحماية صناعة الثروة الحيوانية في باكستان والدول الأخرى.

### المختبر البيطري الوطني
المختبر البيطري الوطني هو مؤسسة وطنية لتقديم الخدمات والدعم التنظيمي للثروة الحيوانية الوطنية. هذه المختبرات قادرة على تلبية الاحتياجات في مجال التكنولوجيا الحيوية التطبيقية المتقدمة، وعلم الجراثيم، وعلم الفيروسات، والكيمياء التحليلية، والكيمياء الحيوية، وعلم المناعة، والبيولوجيا الجزيئية، وعلم السموم، وعلم الأمراض، وعلم الطفيليات والأمراض الغريبة.

### قسم وقاية النبات
يقوم القسم بشكل روتيني بعمل الحجر الصحي ومسح الجراد ومكافحته.

## الهيئات المستقلة

### مجلس البحوث الزراعية الباكستاني
مجلس البحوث الزراعية الباكستاني (PARC) هو المنظمة الوطنية الرئيسية التي تعمل في تعاون وثيق مع مؤسسات المقاطعات الاتحادية الأخرى في البلاد لتقديم حلول قائمة على العلم للزراعة في باكستان. يقوم المجلس بتشجيع وتنسيق البحوث الزراعية، وترتيب الاستخدام السريع لنتائج البحوث وإنشاء المؤسسات البحثية لسد الثغرات في نظام البحوث الزراعية الحالي.

## الشركات

### شركة تخزين وخدمات الزراعة الباكستانية
هي شركة عامة محدودة، وتشمل وظائفها الحفاظ على الاحتياطيات الاستراتيجية من القمح والسلع الأخرى المحددة وشراء السلع الغذائية بالسعر الثابت للحكومة.

### شركة تطوير الألبان الباكستانية
تأسست شركة تطوير الألبان الباكستانية (PDDC) لدفع تنمية قطاع الألبان. وهي مبادرة مشتركة بين القطاعين العام والخاص لإحداث تغيير هيكلي طويل الأجل في صناعة الألبان في باكستان. شركة الألبان مؤهلة لتنسيق وإدارة وتسهيل المبادرات التي تؤدي إلى تطوير قطاع الألبان في البلاد.

## المجالس

### مجلس تنمية البذور الزيتية الباكستانية
تأسس مجلس تنمية البذور الزيتية الباكستانية (PODB) في عام 1995 لتعزيز إنتاج البذور الزيتية المحلية. يعمل المجلس كمؤسسة وطنية مهمة لتطوير قطاع البذور الزيتية في الدولة، إلى جانب توفير إطار تنظيمي وسياسي لهذا القطاع.

### مجلس تنمية الثروة الحيوانية والألبان
تخطيط وتعزيز وتسهيل وتنسيق تنمية قطاعات الثروة الحيوانية والدواجن والألبان في باكستان.

### مجلس تنمية الثروة السمكية
تم إنشاء المجلس لتوفير والحفاظ على منصة لتعزيز قطاع صيد الأسماك في باكستان. ينسق المجلس مع الأنشطة الوطنية والإقليمية المتعلقة بالاستزراع المائي واستزراع الجمبري وتطوير البنية التحتية للأسواق وتحسين تسويق منتجات المصايد.

## خلية

### خلية إدارة المياه الاتحادية
تعمل خلية إدارة المياه الاتحادية كذراع للوزارة للتعامل مع جميع الأمور المتعلقة بإدارة مياه الري وأتمتة الزراعة.

## روابط خارجية
- الموقع الرسمي
- شركة تطوير الألبان الباكستانية
- مجلس البحوث الزراعية الباكستاني
- شركة تخزين وخدمات الزراعة الباكستانية
- قسم وقاية النبات
- مجلس تنمية الثروة الحيوانية والألبان
- مجلس تنمية الثروة السمكية